# 墨西哥辣椒
墨西哥辣椒（西班牙語：Jalapeño，發音：[xalaˈpeɲo] ⓘ），又称哈拉帕辣椒，是一種中型的栽培品种辣椒，以其辣味及刺激聞名。1999年美國有5500畝土地種植該辣椒，但大多都是在新墨西哥州南部和德克薩斯州西部種植。

## 種植及應用

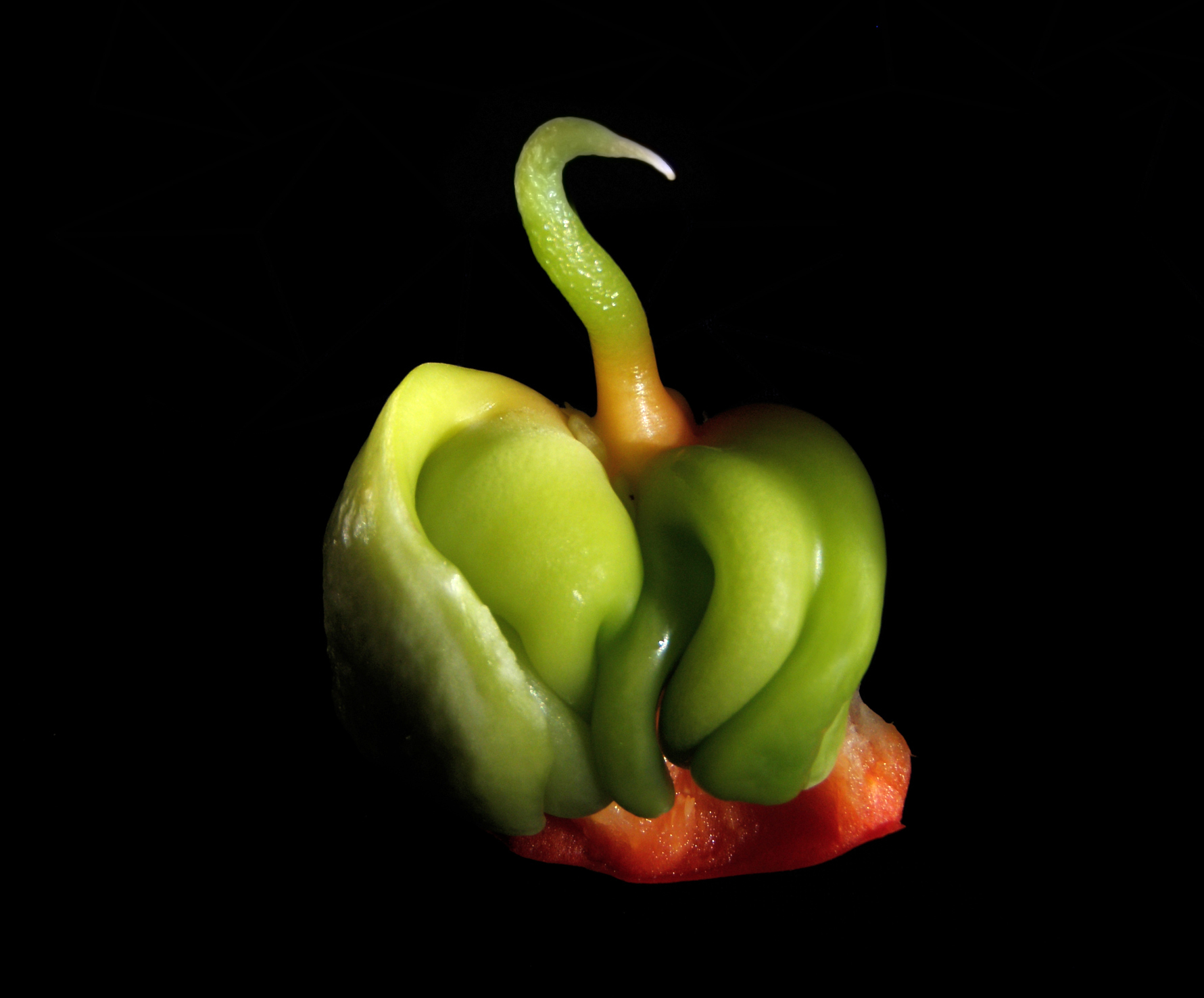
墨西哥辣椒的幼苗，發芽的種子還包裹在成熟的辣椒裡

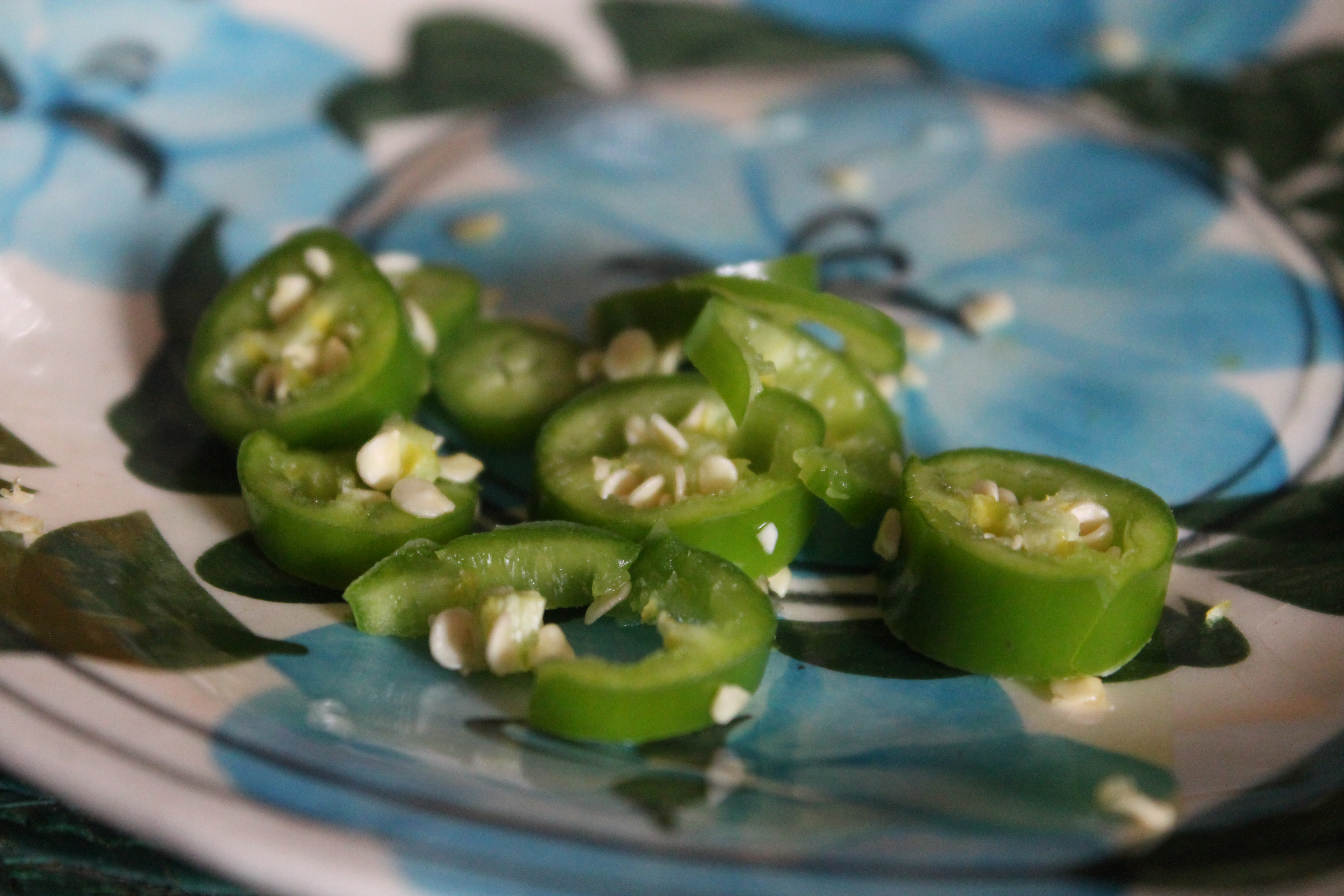
切斷的綠色墨西哥辣椒

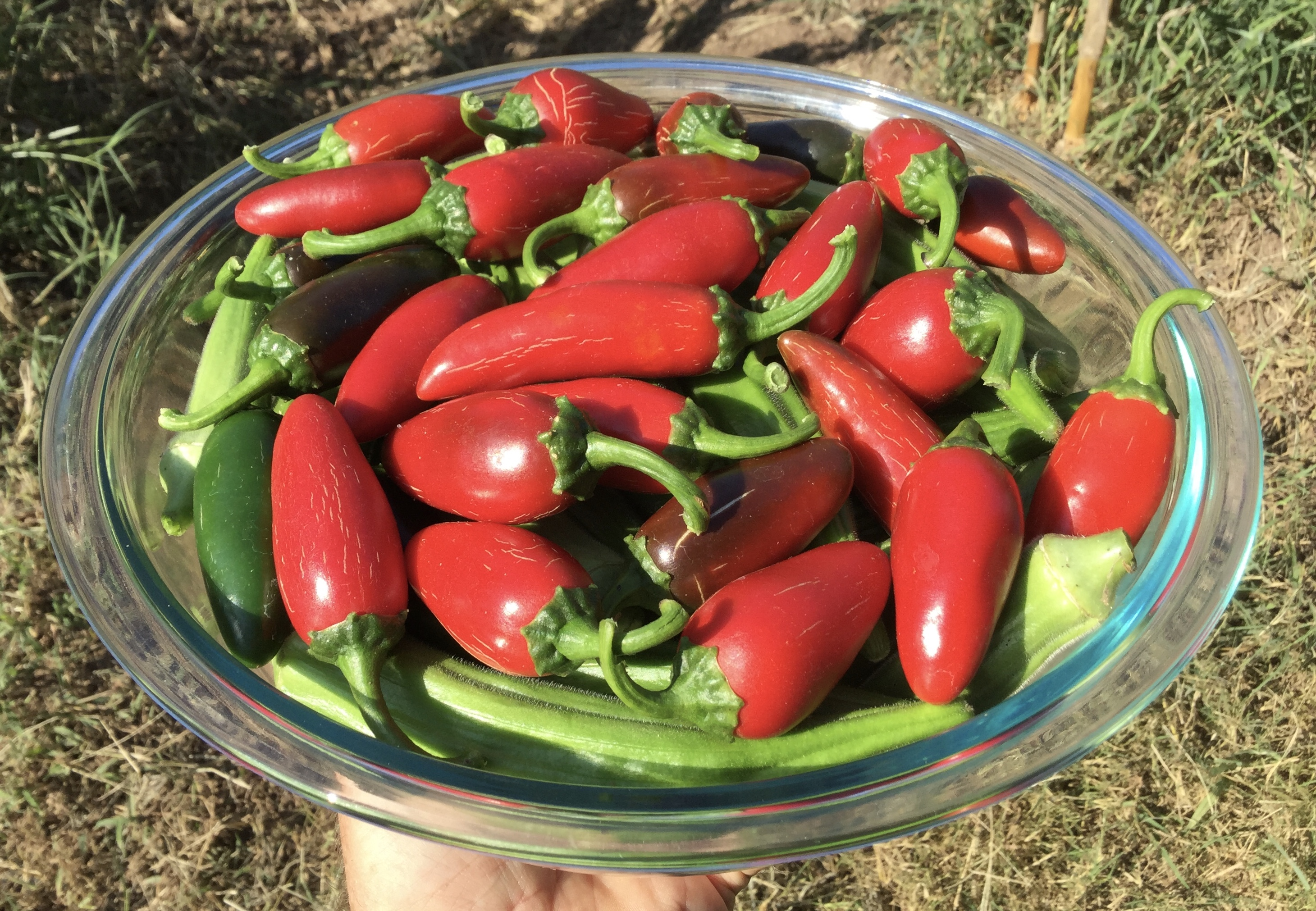
紅色的墨西哥辣椒在北美地區是製作是拉差辣椒醬的最主要成分

一個成熟的墨西哥辣椒的果實長5至9厘米，通常在采摘和食用時還是綠色，完全成熟的呈深紅色。它是原產於墨西哥，植株高度60-120釐米。墨西哥專門種植區域面積約160平方公里（40000畝），主要在帕帕洛阿潘河流域，韋拉克魯斯州北部和奇瓦瓦州德利西亞斯。在哈利斯科州、納亞里特州、索諾拉州、錫那羅亞州和恰帕斯州小面積種植。辣椒汁經常被用來作為季節性過敏和其他心血管疾病的一種治療措施。
墨西哥辣椒是美國和墨西哥最主要種植的辣椒，仍是青綠色的墨西哥辣椒常被直接用於墨西哥菜，紅色的墨西哥辣椒則常用於製作辣椒醬，如美國生產的是拉差辣椒醬便普遍使用墨西哥辣椒製成。

## 历史与词源

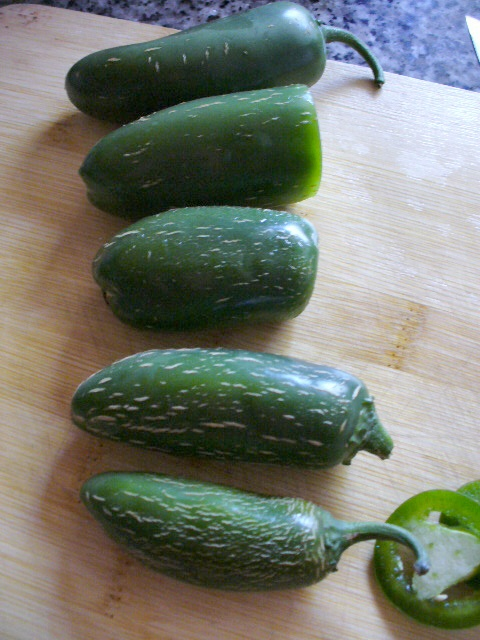
五个墨西哥辣椒

在西班牙语中，通常把绿色的墨西哥辣椒称作，把成熟的红色辣椒的称作，把“肥辣椒”（chile gordo）叫作
其西班牙语名源自墨西哥韋拉克魯斯州的州府哈拉帕（西班牙語：或），这是它传统上的种植地。名称源自纳瓦特尔语，由词根“xālli”[ˈʃaːlːi]（意为“沙子”）和“āpan”[ˈaːpan]（意为“水的地方”）构成。
根据对辣椒种的遗传分析，墨西哥辣椒有独特的遗传演化支，没有不是直接来自墨西哥辣椒的近亲。 在被西班牙人征服之前，阿兹特克人已经在使用墨西哥辣椒。在佛罗伦萨手抄本中贝尔纳迪诺·德萨阿贡写道，阿兹特克市场除了出售新鲜辣椒外，还出售烟熏墨西哥胡椒（西班牙語：Chipotles）和由烟熏墨西哥辣椒制成的莫利酱。辣椒在美洲的使用可以追溯到几千年前，包括为了保存它们而熏制某些品种的辣椒的做法；需要进一步保存完好的样本和基因测试，以确定过去墨西哥胡椒进化枝和豆荚类型的使用和存在情况。